# Eriopyrrha colabristis
Eriopyrrha colabristis är en fjärilsart som beskrevs av Edward Meyrick 1907. Eriopyrrha colabristis ingår i släktet Eriopyrrha och familjen spinnmalar. Inga underarter finns listade i Catalogue of Life.